# Istočnoslavenski jezici
Istočnoslavenski jezici su podskupina iz skupine slavenskih jezika, indoeuropska jezična porodica.
Istočnoslavenske jezike govore Rusi, Ukrajinci i Bjelorusi. Oko 55.000 Rusina koji se izjašnjavaju kao zasebna nacija, služi se specifičnim zapadnoslavenskim rusinskim jezikom.
Ruski jezik: je najrašireniji slavenski jezik, govori ga oko 148.000.000 ljudi. S obzirom na to da je bio službeni jezik bivšeg Sovjetskog Saveza, njime se često koriste i stanovnici izvan današnje Ruske Federacije. Građani Bjelorusije uglavnom pričaju ruskim jezikom, posebno u javnoj sferi. Oko 30% građana Ukrajine također se služi ruskim jezikom u privatnoj i ekonomskoj sferi života, uglavnom u jugoistočnim gradovima, gdje živi velika ruska manjina. 
Ukrajinski jezik: je drugi po brojnosti slavenski jezik i njime se služi preko 47.000.000 stanovnika, dok ga razumije preko 60.000.000 stanovnika izvan granica Ukrajine, uglavnom stanovnici bivšeg Sovjetskog Saveza i istočne Poljske. Ukrajinski jezik je službeni jezik Ukrajine i njime se ponajviše služe ukrajinski intelektualci, djelatnici znastvenih institucija i ustanova, potom ruralno i urbano stanovništvo zapadne Ukrajine, te uglavnom ruralno stanovništvo istočne Ukrajine. 
Suržik i Balačka: Preko 50% ukrajinske estrade često koristi ruski jezik jer Rusija predstavlja golemo tržište na koje Ukrajinci često plasiraju svoje zabavne proizvode, pa tako i glazbenu, filmsku i drugu umjetnost. Ipak, treba napomenuti da se ruski jezik u Ukrajini i Rusiji bitno razlikuju, te se često koristi kombinacija tih jezika poznata pod imenom Suržik. Suržikom se koristi do 20% građana istočne Ukrajine, tako da jasnim ruskim jezikom govori manje od 10% stanovništva. U zapadnoj Rusiji se također koristi Balačka; ukrajinsko-ruska jezična kombinacija.
Rusinski jezik: Svojim specifikumom nalikuje slovačko-ukrajinskoj jezičnoj kombinaciji. Isti rusinski jezik u Srbiji, Hrvatskoj i Slovačkoj razlikuje se od rusinskog jezika u Poljskoj i Ukrajini. Rusinski jezik zakarpatske Ukrajine uz jedva primjetne razlike naspram standarnog ukrajinskog jezika smatra se ukrajinskim dijalektom. 
Bjeloruski jezik: Bjeloruskim jezikom se služi preko 5.000.000 ljudi, uglavnom u Bjelorusiji. U javnoj sferi života uglavnom se koristi ruski jezik. Prepreku nesmetanom razvoju bjeloruskog jezika predstavlja politika koja potencira tiskanje štampe gotovo isključivo na ruskom jeziku. U prosjeku svega 10% bjeloruske štampe koristi bjeloruski jezik, dok se ostatak štampa na ruskom jeziku prema političkim naputcima.

### Istočnoslavenski jezici
- Ruski jezik
- Ukrajinski jezik
- Bjeloruski jezik
- Rusinski jezik
- Suržik (Ukrajina)
- Balačka (Rusija)
- Trasjanka (Bjelorusija)

## Vanjske poveznice
- Ethnologue (14th)
- Ethnologue (15th)

Ethnologue (16th)